# Gisela Inês de Rath
Gisela Inês de Rath (em alemão:  Gisela Agnes von Rath; Kleinwülknitz, 9 de outubro de 1669 — Nienburg, 12 de março de 1740) foi  princesa consorte de Anhalt-Köthen pelo seu casamento com Emanuel Lebrecht de Anhalt-Köthen, e condessa de Nienburg a partir de 1694. Também foi regente de seu filho, Leopoldo de Anhalt-Köthen, de 1704 a 1715.

## Família
Gisela era filha do conde Baltasar de Rath-Kleinwülknitz e Madalena Doroteia de Wuthenau, que era uma família originária da Marca de Brandemburgo.
Os seus avós paternos eram Guilherme de Rath, quem comandou as tropas de Luís I, Príncipe de Anhalt-Köthen, durante a Guerra dos Trinta Anos e Doroteia de Hackborn.
Os seus avós maternos eram Henrique, Senhor de Großpaschleben, e Sofia ou Sibilia de Bindauf. 
Ela teve uma irmã, Sofia Madalena, e um irmão, Leopoldo.  

## Biografia
Na recepção de ano novo em janeiro de 1691, Gisela Inês conheceu o príncipe Emanuel Leberecht de Anhalt-Köthen, que ainda estava sob tutela. Ele ficou tão impressionado com ela que logo a pediu em casamento. A mãe dele, Ana Leonor de Stolberg-Wernigerode, tentou pôr um fim ao relacionamento, devido à baixa nobreza da moça, e assim, considerada inadequada para se casar com um príncipe reinante. Sendo assim, a princesa enviou Gisela Inês para a sua irmã em Stadthagen. Contudo, logo após Emanuel Lebrecht assumir o governo, ele casou-se com ela, "discretamente", em 30 de setembro de 1692, em Wörbzig.
O casamento morganático, entre a noivo calvinista e o noiva luterana, provocou protestos veementes da igreja reformada e da casa principesca. Somente em 1698 os filhos dessa união vieram a ser considerados legítimos pelo Príncipe de Anhalt, e em 1699 pelo Imperador. Toda a família ducal de Saxônia-Anhalt, mais tarde, descende deles.
Em 1694, teve sua posição foi elevada à condessa de Nienburg, pelo imperador, conquista que se devia ao seu marido.  O mesmo lhe deu o castelo, a cidade e o distrito de Nienburg como posses vitalícias, em 1699.
O casamento teria sido muito feliz. 

### Regência
Em vida, o príncipe Emanuel deixou tudo certo para que Gisela se tornasse a regente do filho Leopoldo, após a sua morte, o que aconteceu em 30 de maio de 1704.

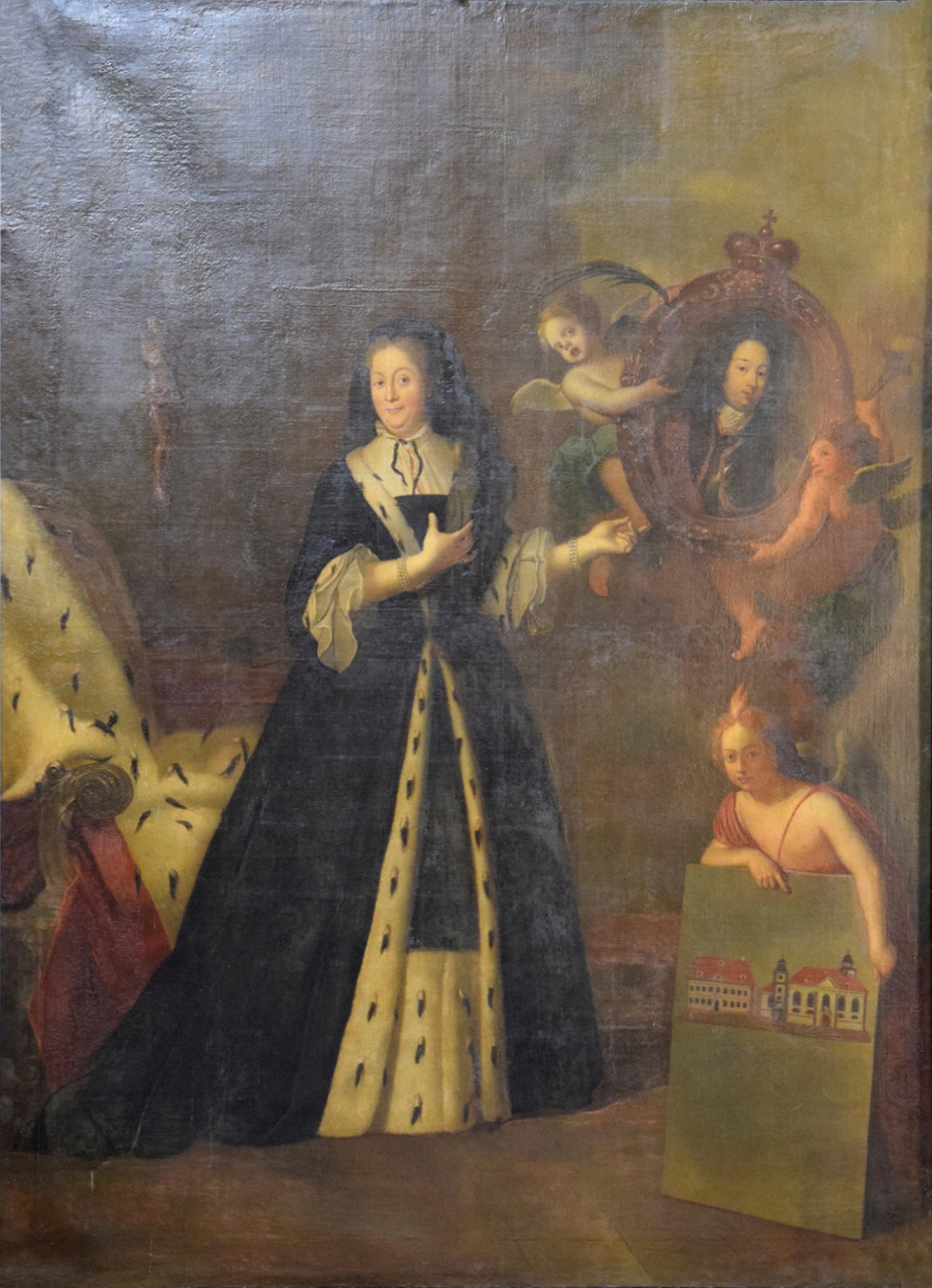
Pintura feita da condessa quando viúva de autoria desconhecida, presente na Igreja de St Agnus.

Ela apoiou os luteranos no principado, e fundou a Igreja de St Agnus, em Köthen, da qual Johann Sebastian Bach viria a fazer parte mais tarde. Já em 1711, a princesa fundou um convento secular para senhoras nobres, batizado de Gisela Agnes Stift.
Em 1714, foi formada uma orquestra da corte, formalmente fundada pela condessa, porém, financiada por Leopoldo. A composição era principalmente de antigos membros da orquestra da corte de Berlim, a qual havia sido dissolvida no ano anterior. O primeiro condutor foi o compositor Augustin Reinhard Stricker, que, três anos depois, em 1717, foi substituído por Bach.
Após onze anos de regência, em 1715, ela se aposentou e passou a morar em Nienburg, de onde ainda apoiava os luteranos. Nessa época, ela formou uma amizade com August Hermann Francke, que até mesmo a visitava na sua casa de viúva.
Em 24 de janeiro de 1716, sua filha, Leonor Guilhermina, se casou com Ernesto Augusto I, Duque de Saxe-Weimar-Eisenach, em Nienburg. Acredita-se que Leopoldo, seu filho, conheceu Bach nesta ocasião.
Gisela Inês faleceu em 12 de março de 1740, em Nienburg, aos 70 anos de idade, e foi sepultada na na cripta principesca da Igreja de São Jacó, em Köthen.
Seu enorme retrato doado por Antoine Pesne ainda adorna a Igreja de St. Agnus.

## Descendência
- Augusto Lebrecth (24 de maio de 1693 – 25 de outubro de 1695);
- Leopoldo (29 de novembro de 1694 – 19 de novembro de 1728), sucessor do pai. O seu Mestre de capela foi Johann Sebastian Bach. Foi casado duas vezes: primeiro com Frederica Henriqueta de Anhalt-Bernburg, com quem teve uma filha a quem deu o nome de Gisela Inês, e depois foi marido de Carlota Frederica de Nassau-Siegen, com quem teve mais dos filhos que morreram jovens;
- Leonor Guilhermina (7 de maio de 1696 – 30 de agosto de 1726), casou-se com Frederico Erdmano de Saxe-Merserburgo, porém, ele morreu apenas quatorze semanas após o casamento. Em 1716, casou-se com Ernesto Augusto I, Duque de Saxe-Weimar-Eisenach, com quem teve vários filhos;
- Augusto Luís (9 de junho de 1697 – 6 de agosto de 1755), sucessor do irmão. Foi casado três vezes: primeiro com Inês Guilhermina de Wuthenau, quem serviu à mãe dele como sua dama de companhia durante a sua regência, com quem teve duas filhas; após a morte dela, foi casado com Emília de Promnitz-Pless, com quem teve cinco filhos; novamente viúvo, casou-se com a irmã de Emília, Ana Frederica, tendo mais duas filhas com ela;
- Gisela Augusta (24 de julho de 1698 – 3 de setembro de 1698);
- Cristina Carlota (12 de janeiro de 1702 – 27 de janeiro de 1745).